# Orleń pospolity
Orleń pospolity, orleń, skrzydlak pospolity, skrzydlak (Myliobatis aquila) – gatunek ryby chrzęstnoszkieletowej z rodziny orleniowatych (Myliobatidae).

## Zasięg występowania
Zasiedla wschodnią część Atlantyku, w Morzu Śródziemnym, u brzegów północno-zachodniej Francji, w pobliżu Anglii, Szkocji i u wybrzeży południowej Norwegii, także w Oceanie Indyjskim w pobliżu Afryki Południowej.

## Charakterystyka

### Opis gatunku
Zwykle ma ciemne ubarwienie z wierzchu oraz jasne od strony brzucha. Ma krótki, zaokrąglony pysk, w którym znajduje się 7 rzędów zębów, w kształcie płyt. Nie posiada płetwy ogonowej.

## Zagrożenia
Płaszczki te uznawane są za duże niebezpieczeństwo dla rybaków, gdyż kolcem jadowym są w stanie zadawać głębokie rany szarpane.